# Monti Nunatak

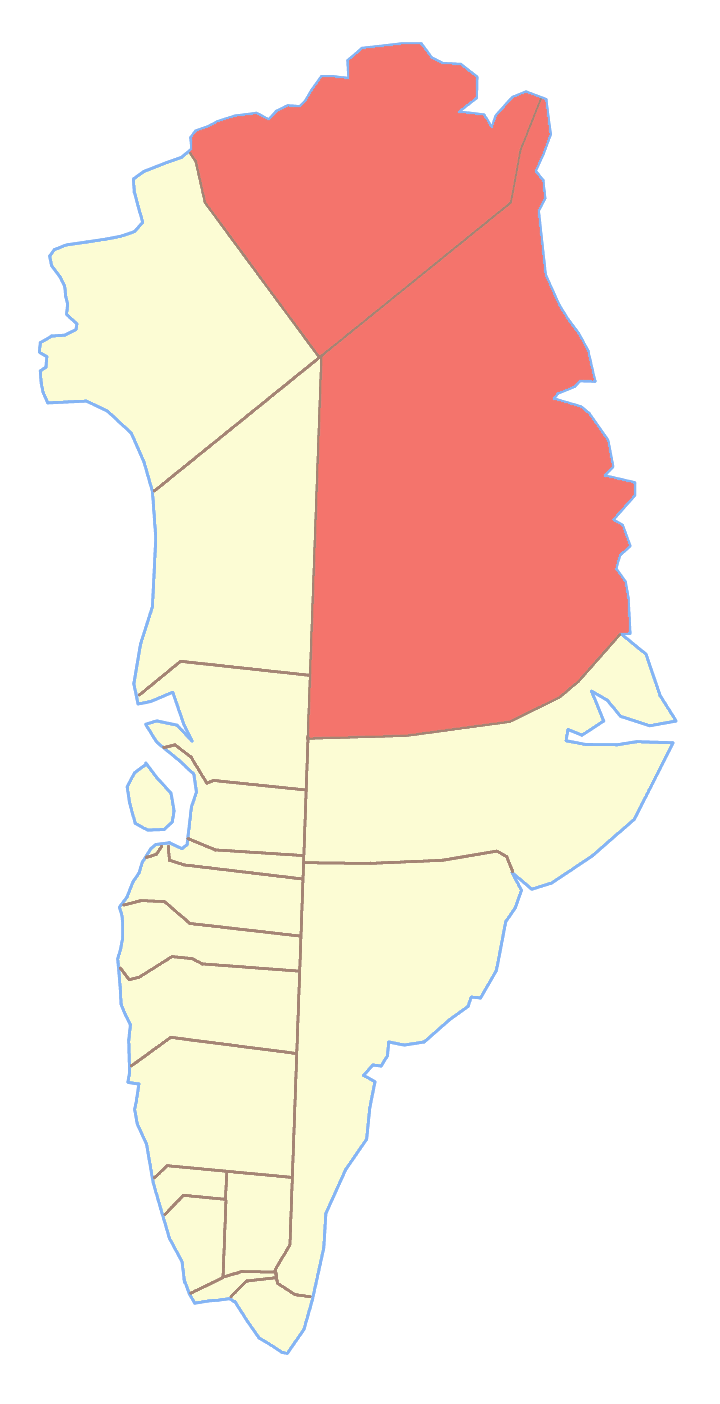
Parco nazionale della Groenlandia nordorientale, dove si trovano i Monti Nunatak

I Monti Nunatak (danese: Ymer Nunatak) sono un gruppo di monti della Groenlandia, il cui picco più alto raggiunge i 1096 m. Si trovano a 77°27'N 24°37'O; sono situati nel Parco nazionale della Groenlandia nordorientale, fuori da qualsiasi comune.